# Добрынь (Чечерский район)
Добрынь (бел. Добрынь) — деревня в Залесском сельсовете Чечерского района Гомельской области Беларуси.

## География

### Расположение
В 9 км на юго-восток от Чечерска, 46 км от железнодорожной станции Буда-Кошелёвская (на линии Гомель — Жлобин), 74 км от Гомеля.

### Гидрография
Через деревню проходит мелиоративный канал, соединённый с рекой Покать (приток реки Сож).

## Транспортная сеть
Транспортные связи по просёлочной, затем автомобильной дороге Светиловичи — Залесье. Планировка состоит из 2 разделённых мелиоративным каналам частей: северной (короткая улица, ориентированная с юго-востока на северо-запад) и южной (2 короткие улицы). Застройка деревянная, усадебного типа.

## История
Основана во 2-й половине XIX века. В 1926 году работал почтовый пункт, в Залесском сельсовете Чечерского района Гомельского округа. В 1929 году организован колхоз. Во время Великой Отечественной войны в сентябре 1942 года оккупанты расстреляли 32 жителей (похоронены в могиле жертв фашизма на северной окраине), а 9 октября 1943 года сожгли деревню и убили 4 жителей. 42 жителя погибли на фронте. Согласно переписи 1959 года в составе колхоза «Звезда» (центр — деревня Залесье).

## Население

### Численность
- 2004 год — 7 хозяйств, 10 жителей.

### Динамика
- 1926 год — 73 двора, 422 жителя.
- 1940 год — 86 дворов, 350 жителей.
- 1959 год — 362 жителя (согласно переписи).
- 2004 год — 7 хозяйств, 10 жителей.